# Ernst Henneberg
Ernst Henneberg (* 21. Juli 1887 in Darmstadt; † 8. Oktober 1946 in Ulm) war ein deutscher Heeressanitätsoffizier.

## Leben
Beförderungen
- 19. August 1914 Assistenzarzt
- 25. Oktober 1916 Oberarzt
- 1. Dezember 1920 Stabsarzt
- 1. Januar 1931 Oberstabsarzt[1]
- 1. November 1934 Oberfeldarzt
- 1. Januar 1937 Oberstarzt
- 1. März 1941 Generalarzt[2]
- 1. November 1943 Generalstabsarzt

Henneberg war Angehöriger der Kaiser-Wilhelms-Akademie für das militärärztliche Bildungswesen und studierte Medizin. 1909 wurde er im Pépinière-Corps Suevo-Borussia recipiert.
1921 zum Dr. med. promoviert.
In der Reichswehr war er ab Januar 1931 in der Sanitätsstaffel Münster der Sanitäts-Abteilung 6 eingesetzt. 1934 Bataillonsarzt in Ulm. Im Januar 1937 kam er als Divisionsarzt zur 45. Infanterie-Division (Wehrmacht) und zeitgleich Kommandeur der Sanitäts-Abteilung 45. Nach dem Polenfeldzug wurde er Anfang November 1939 Korpsarzt des VIII. Armeekorps. Ab März 1942 war er Armeearzt der 1. Panzerarmee, dann für vier Monate in der Führerreserve vom Oberkommando des Heeres. Vom 21. September 1943 bis zum 1. Januar 1945 war er Heeresgruppenarzt der Heeresgruppe E
unter Generaloberst Alexander Löhr. Bis zur Bedingungslosen Kapitulation der Wehrmacht war er Wehrkreisarzt im Wehrkreis XVII (Wien).

## Auszeichnungen
- Eisernes Kreuz II. und I. Klasse[1]
- Militärverdienstkreuz (Mecklenburg) II. Klasse[1]
- Verwundetenabzeichen in Schwarz (1918)[1]
- Ehrenkreuz des Weltkrieges
- Dienstauszeichnung (Wehrmacht) IV.–I. Klasse
- Kriegsverdienstkreuz (1939) mit Schwertern II. und I. Klasse
- Deutsches Kreuz in Silber (3. Dezember 1943)